# Gabriel Colin
Pour les articles homonymes, voir Colin.
Gabriel-Constant Colin est un médecin vétérinaire né le 12 mai 1825 à Mollans (Haute-Saône) et y meurt le 18 juin 1896.

## Biographie
Gabriel Colin enseigne à École nationale vétérinaire d'Alfort à partir de 1847. Il y connut une carrière tourmentée, En 1854, il appliqua aux bovins la pratique de la fistulation (ou canulation) ruminale mise au point en 1833 par Pierre Flourens pour les ovins. On parla alors de vache à hublot. En 1878, il accéda à la chaire de physiologie et thérapeutique. 